# Svinná
Svinná (hongrois : Bercsény) est un village de Slovaquie situé dans la région de Trenčín.

## Histoire
La première mention écrite du village date de 1439.

## Démographie

### Évolution de la population
| Année:               | 1994. | 2004.   | 2014.   | 2024.   |
| -------------------- | ----- | ------- | ------- | ------- |
| Nombre de personnes: | 1501  | 1516    | 1588    | 1594    |
| Différence:          |       | +0,99 % | +4,74 % | +0,37 % |

| Année:               | 2023. | 2024.   |
| -------------------- | ----- | ------- |
| Nombre de personnes: | 1603  | 1594    |
| Différence:          |       | -0,56 % |